# Батиста Малатеста
Батиста да Монтефелтро или Батиста Малатеста (на италиански: Battista da Montefeltro, Battista di Montefeltro, Battista Malatesta), известна и само като Батиста или като Сестра Джиролама (Suor Girolama; * ок. 1384, Урбино, Херцогство Урбино; † 1448, Фолиньо), от рода Да Монтефелтро, е италианска поетеса, философка, интелектуалка и монахиня, чрез брак господарка на Пезаро (1429 – 1431 и 1433 – 1445) и на Фосомброне .

## Произход
Тя е дъщеря на Антонио II да Монтефелтро (* 1348, † 1404), граф на Монтефелтро, сеньор на Урбино, и на съпругата му Аниезина ди Вико († 1416). По бащина линия е внук на Федерико II Паоло Новело да Монтефелтро, граф на Урбино, и на Теодора Гонзага, а по майчина – на Джовани III ди Вико, префект и господар на Вико. Има едиин брат и три сестри:
- Гуидантонио (* 1378, † 1443), кондотиер, господар на Урбино, съпруг на Ренгарда Малатеста и на Катерина Колона
- Анна (* ок. 1377, † 1434)
- Джентиле, съпруга на господаря на Фаенца
- Сестра

Има и един полубрат от извънбрачна връзка на баща си.

## Биография
На 14 юни 1405 г. се омъжва за господаря на Пезаро Галеацо Малатеста, от когото има една дъщеря. След само две години на власт, от 1429 до 1431 г., Галеацо е изгонен, а тя се укрива без него в Урбино, където е израснала. През 1433 г. съпругът ѝ успява да се върне в Пезаро, но през 1445 г. окончателно губи властта над града; раздялата между съпрузите става окончателна.
Много религиозна, тя поисква и накрая получава, на 2 юни 1447 г., папско разрешение да даде монашески обет, въпреки че съпругът й все още е жив, в манастира „Сант'Урбано“ във Фолиньо, в ордена на Света Клара, където прие името сестра Джиролама. По заповед на папата тя се премества с други монахини първо в манастира Монтелуче и накрая в новия манастир в Урбино, където придобива слава на голяма доброта.
Получава уроци чрез писма от Леонардо Бруни, полиитк, писател и хуманист, придобивайки високи ораторски и литературни умения както на латински, така и на простонароден език. За първи път е преследвано равенството между половете: Леонардо Бруни твърди в писмо, написано през 1421 г., че класическите хуманистични науки могат да се изучават от двата пола по един и същи начин. Тяхната кореспонденция на латински език е събрана през 1510 г. в De studiis et litteris ad Illustrem Baptistam dominum de Malastum Opusculum от Алексиус Кроснер (1510, изд. Lyptzk Thanner, съхранявана в Herzog August Bibliothek, във Волфенбютел).
Става известна с латинските си писма и речи, произнесени в присъствието на император Сигизмунд Люксембугски, много кардинали и папа Мартин V. Занимава се с философия, като написва на латински „Книга за човешката крехкост“ и „Книга за истинската религия“ (цит. Libro Di Messer Giovanni Boccaccio Delle Donne Illustri). Освен това разменя много писма с културни личности от онова време.

## Брак и потомство
∞ 14 юни 1405 г. за Галеацо Малатеста (* 1385, Пезаро, Папска държава; † 1461, Флоренция, Флорентинска република), политик и кондотиер, господар на Пезаро (1429 – 1231 и 1243 – 1445) и Фосомброне, от когото има една дъщеря:
- Елизабета Малатеста (* 1407, Пезаро; † 1477), ∞ 1422 за Пиерджентиле да Варано (* 1400, † 1433), господар на Камерино, от когото има 1 син и 3 дъщери